# Chauvetia turritellata
Chauvetia turritellata is een slakkensoort uit de familie van de Buccinidae. De wetenschappelijke naam van de soort is voor het eerst geldig gepubliceerd in 1835 door Deshayes.